# Ethan Mitchell
Ethan Mitchell, född den 19 februari 1991 i Auckland, är en nyzeeländsk tävlingscyklist.
Han tog OS-silver i lagsprint i samband med de olympiska tävlingarna i cykelsport 2016 i Rio de Janeiro..